# Archaeogerydus corus
Archaeogerydus corus är en fjärilsart som beskrevs av John Nevill Eliot 1961. Archaeogerydus corus ingår i släktet Archaeogerydus och familjen juvelvingar. Inga underarter finns listade i Catalogue of Life.